# Ángel Mariscal
Ángel Mariscal Beuba (1904-1979), conocido en el mundo del fútbol como Mariscal, fue un futbolista internacional español de la década de 1920 y 1930. Jugaba de extremo derecho.

## Biografía
Mariscal nació en San Sebastián en 1904. A lo largo de toda su vida deportiva estuvo ligado a la Real Sociedad de Fútbol, ya que comenzó jugando en sus categorías inferiores. Llegó al primer equipo en 1925.
Mariscal permaneció en la Real hasta 1931, en este club jugó 132 partidos y marcó 51 goles. Se proclamó en 2 ocasiones Campeón de Guipúzcoa y llegó en 1928 a disputar la triple final del Campeonato de España contra el Fútbol Club Barcelona en la que vencieron finalmente los catalanes. Aquel mismo año 1928 participó junto con otros jugadores de la Real Sociedad en los Juegos Olímpicos de Ámsterdam 1928 con la selección española y alcanzando los cuartos de final. Ocho jugadores de aquella Real Sociedad: Jesús Izaguirre, Amadeo Labarta, Martín Marculeta, Paco Bienzobas, Trino Arizcorreta, Cholín, Kiriki y el propio Mariscal participaron en aquella Olimpiada.
En 1929 formó parte del histórico primer once de la Real Sociedad en la Liga española de fútbol. En las tres temporadas que jugó en la Primera división española disputó 47 partidos y marcó 9 goles. Se retiró del fútbol en 1931.

### Selección nacional
Fue internacional con la Selección nacional de fútbol de España en 2 ocasiones, marcando un gol.
Sus dos partidos como internacional fueron en los Juegos Olímpicos de Ámsterdam 1928. Jugó en el primer partido del torneo, una goleada contra México por 7:1, en la que marcó el sexto gol. Luego jugó el siguiente partido contra Italia que acabó en empate a 1. Las secuelas de este duro partido contra Italia, le impidieron jugar el partido de desempate, en el que Italia venció a España y le eliminó del torneo.

## Clubes
| Club          | País   | Año       |
| ------------- | ------ | --------- |
| Real Sociedad | España | 1925-1931 |

## Títulos

### Campeonatos regionales
| Título         | Club          | País   | Año  |
| -------------- | ------------- | ------ | ---- |
| Camp.Guipúzcoa | Real Sociedad | España | 1927 |
| Camp.Guipúzcoa | Real Sociedad | España | 1929 |